# Richard Oesterreicher

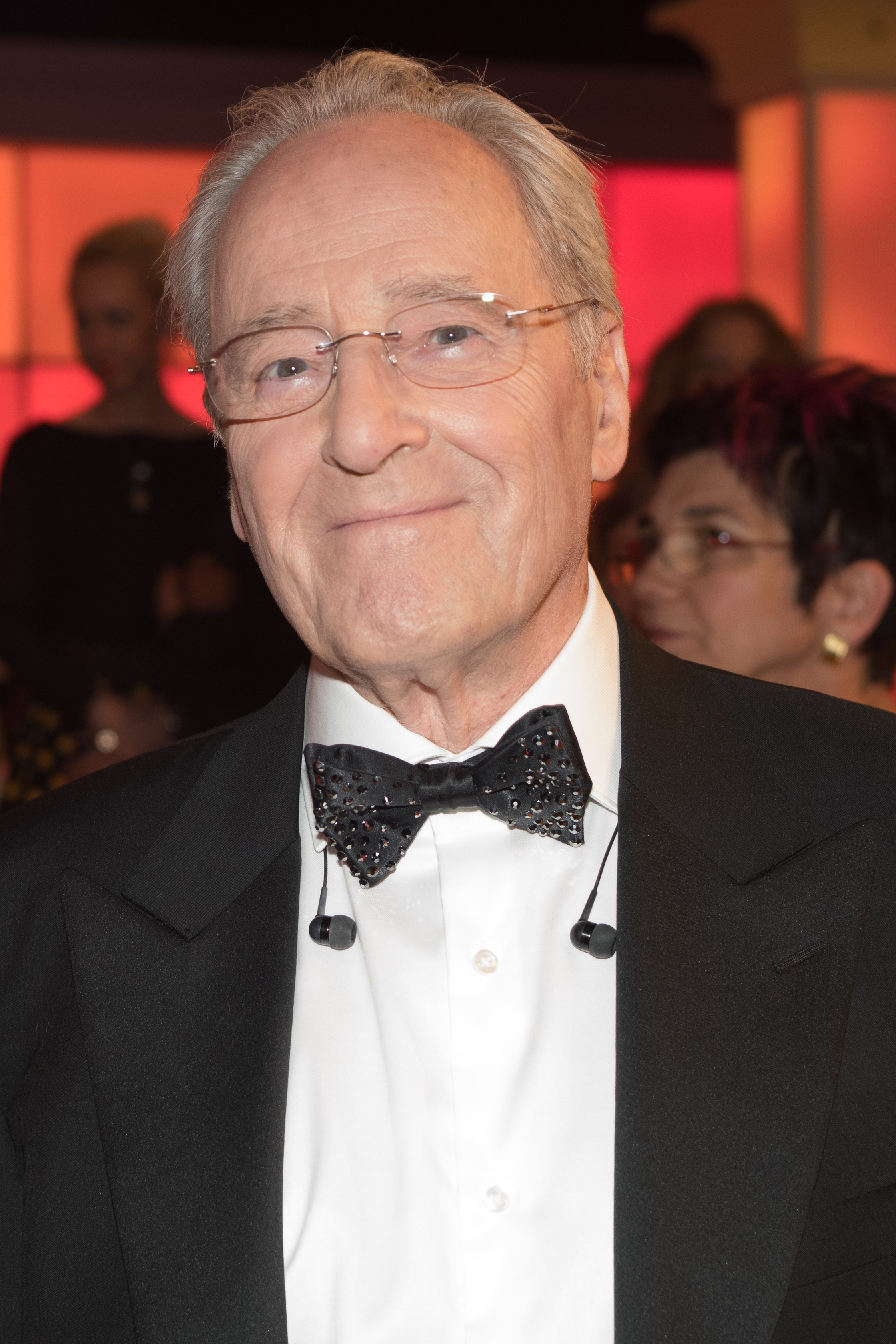
Richard Oesterreicher
2017

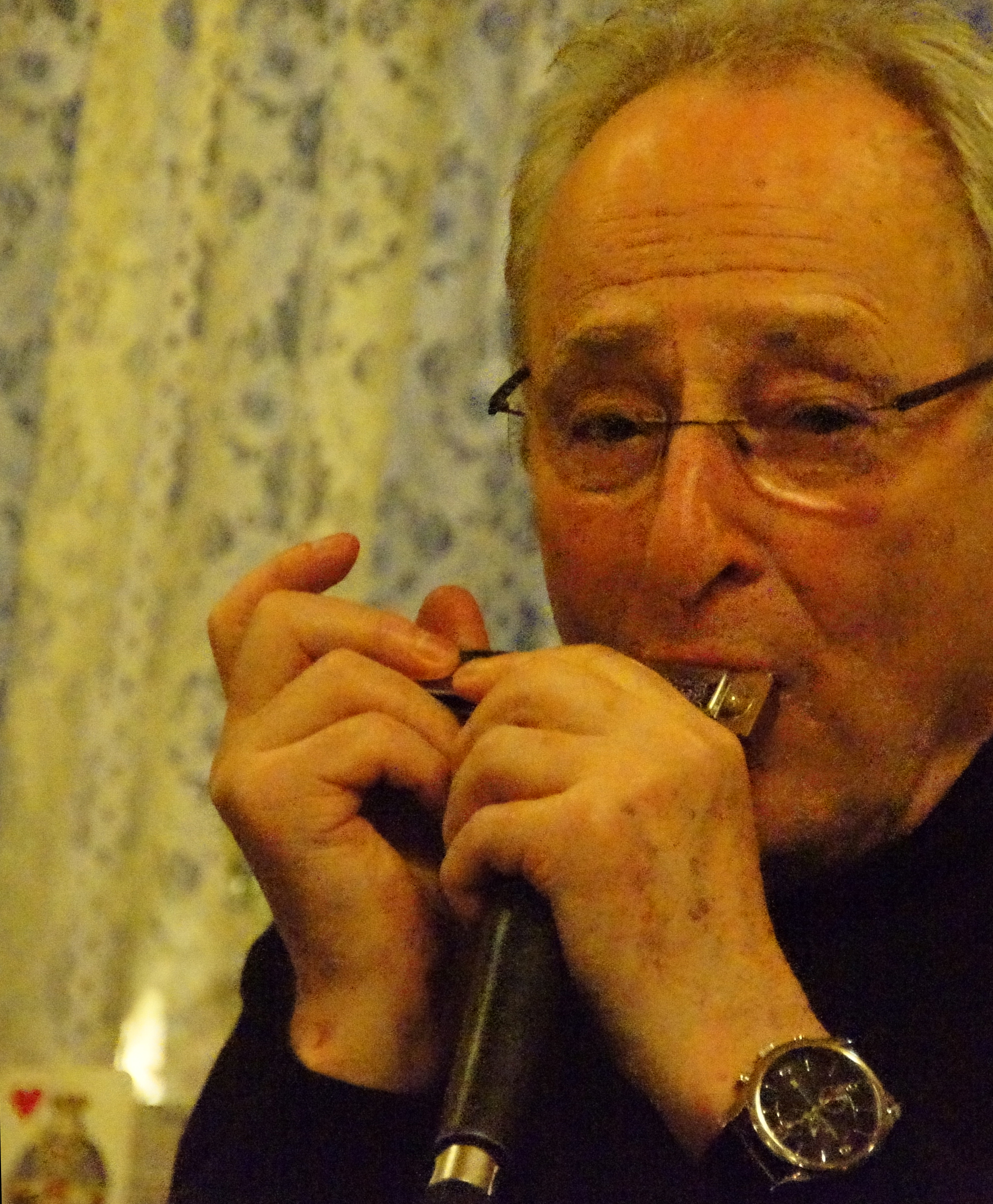
Richard Oesterreicher
Wien 2013

Richard Oesterreicher (fälschlich oft Österreicher; * 10. November 1932 in Wien; † 17. Jänner 2023 ebenda) war ein österreichischer Dirigent und Jazzmusiker (Gitarre, Posaune, Mundharmonika, Gesang).

## Leben und Wirken
Richard Oesterreicher war der Sohn eines Musiklehrers. Zunächst studierte er beim Vater. Ab 1947 begann er eine Lehre als Schriftsetzer, neben der er am Konservatorium der Stadt Wien Gitarre und Klavier studierte. Er absolvierte ein Studium bei Walter Heidrich in Wien. Von 1958 bis 1967 war er als Berufsmusiker mit eigener Combo tätig, danach als Studio-Gitarrist, Arrangeur und Musiker im ORF-Unterhaltungsorchester.
1972 wurde Oesterreicher Mitglied der ORF-Big Band, deren musikalische Leitung er 1974 übernahm. In dieser Zeit komponierte er auch Signations für die ORF-Shows Wer A sagt, Champion, O du mein Österreich und Countdown. Auch stammen von ihm die Fußballlieder Immer wieder Österreich und Österreichischer Fußballmarsch (Wir fahren nach Argentinien), die er für Ariola einspielte.
Außerdem dirigierte er folgende österreichische Beiträge zum Eurovision Song Contest:
- 1978: Springtime – Mrs. Caroline Robinson
- 1979: Christina Simon – Heute in Jerusalem
- 1980: Blue Danube – Du bist Musik
- 1981: Marty Brem – Wenn du da bist
- 1982: Mess – Sonntag
- 1983: Westend – Hurricane
- 1984: Anita – Einfach weg
- 1985: Gary Lux – Kinder dieser Welt
- 1986: Timna Brauer – Die Zeit ist einsam
- 1987: Gary Lux – Nur noch Gefühl
- 1990: Simone – Keine Mauern mehr
- 1991: Thomas Forstner – Venedig im Regen

1981 gründete er die Richard Oesterreicher-Big-Band, die in Fernsehshows und Plattenproduktionen mit Künstlern wie Udo Jürgens, Peter Alexander, Bill Ramsey, Caterina Valente, Kurt Sowinetz, José Carreras, Edita Gruberová, Marianne Mendt, Michael Seida und Karin Bachner zusammenwirkte.
Bekanntheit erlangte Oesterreicher daneben als Jazzsolist auf Gitarre oder Mundharmonika, der mit Musikern wie Art Farmer (Gentle Eyes), Wayne Darling, Herb Ellis, Frank Mantooth, Peter Herbolzheimer, Fritz Pauer, Albert Mair (Wiener Standards: Wiener Lied Meets Jazz), Erich Kleinschuster, Paul Kuhn, Toni Stricker, Karl Hodina, Viktor Gernot und Gina Schwarz auftrat.